# Життя на основі арсену
Життєву форму на основі арсену у вигляді бактерії, штам GFAJ-1, було відкрито 2 грудня 2010 астробіологом НАСА Фелісою Вольф-Саймон (англ. Felisa Wolfe-Simon) під час проведення тестів. В природі ці бактерії живуть в суворих умовах середовища поблизу озера Моно в штаті Каліфорнія (США), вода якого вирізняється високим вмістом лугів і солей, зокрема високою концентрацією солей арсену. Вперше на Землі дослідники виявили мікроорганізм, що здатен жити й розмножуватися використовуючи токсичний хімічний елемент арсен. В усіх клітинних компонентах цієї бактерії місце Фосфору в органічних молекулах займає арсен.

## Значення відкриття

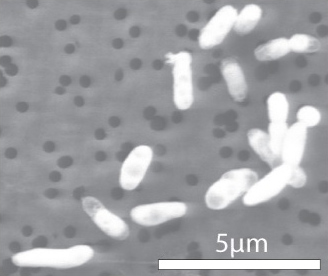
Збільшені клітини бактерії GFAJ-1, що ростуть в середовищі з фосфором. (J. Switzer Blum)

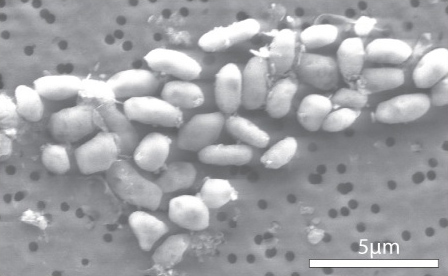
Збільшені клітини бактерії GFAJ-1, що ростуть в середовищі з арсеном (миш'яком). (J. Switzer Blum)

Виявлення альтернативної біохімічної складової змінить загально прийняті до цього моменту в біології погляди щодо можливості зародження й розвитку різних форм життя. Це відкриття дає можливість розширити пошуки життєвих форм на інших планетах з суворим середовищем, де, як раніше вважалося, життя не мало шансів на існування.
Карбон, Гідроген, Нітроген, Оксиген, Фосфор та Сульфур є основними шістьма компонентами, що формують життя на Землі. Фосфор є частиною хімічної структури молекул ДНК та РНК, що несуть відповідальність за генетичну інформацію й розглядаються як найважливіші компоненти в усіж живих клітинах.
Фосфор є необхідною складовою, що дозволяє молекулі переносити енергію в усіх клітинах (аденозинтрифосфат), а також складовою фосфоліпідів, що формують мембрани клітин. В даному випадку арсен розриває звичний нам метаболізм клітини й повністю заміняє фосфор у нововідкритих бактеріях, оскільки він має схожі до фосфору хімічні властивості.

## Участь арсену в біохімічних процесах певних організмів
Арсен, незважаючи на свою токсичність для більшості земних форм життя, все ж таки бере участь у біохімічних процесах певних організмів. Деякі морські водорості включають арсен до комплексу органічних молекул, таких як арсеноцукри та арсенобетаїни. Гриби та бактерії можуть виробляти леткі метильовані сполуки, що включають до свого складу арсен. Деякі бактерії, типу Chrysiogenes arsenatis, використовують арсенат, окиснену форму арсену, для своєї життєдіяльності.
Також, певні прокаріоти можуть застовувати арсенат як кінцевий отримувач електрона під час бродіння, а деякі можуть використовувати арсенат як донор електрона для генерування енергії.

## Штам GFAJ-1
Нововідкритий мікроб, штам GFAJ-1, є членом загальної групи бактерій, що мають спільну назву гамма-протеобактерії.
В лабораторії дослідники успішно вирощували мікроби, знайдені поблизу озера Моно, підживлюючи їх ріст арсеном та невеликими добавками фосфору. Після цього дослідники зовсім прибрали фосфор з середовища, залишивши тільки арсен, а мікроби продовжували розмножуватись та рости.
Ключовим питанням було з’ясувати, чи під час свого росту мікроб GFAJ-1 лише засвоює арсен й застосовує його в біохімічних процесах клітини, чи, власне, використовує арсен для побудови молекул ДНК, протеїнів та клітинних мембран. Щоб дати точну відповідь на дане питання дослідники використали цілий набір складних методів дослідження. Вважалося, що мікроби GFAJ-1 почали використовувати арсен для виготовлення вищеперечислених структурних складових своїх клітин.
У січні 2012 року колектив дослідників на чолі з Розі Редфілд з Університету Британської Колумбії проаналізува ДНК GFAJ-1, використовуючи метод мас-спектроскопії на основі рідинної хроматографії і не виявив арсену. Редфілд назвала це "переконливим спростуванням" твердження оригінальної роботи. Просте пояснення росту GFAJ-1 у середовищі арсенідів замість фостатів дав колектив дослідників із Університету Маямі в Флориді. Помітивши рибосоми лабораторних штамів Escherichia coli радіоактивними ізотопами, вони виявили, що в середовищах без фосфатів арсеніди призводять до масової деградації рибосом, і цей процес постачає достатню кількість фосфатів для повільного росту стійких до арсенідів бактерій. Вони висловили припущення, що аналогічний процес відбувається в GFAJ-1 — клітини розстуть, отримуючи Фосфор із розпаду рибосом, а не замінюють його арсеном.